# Criminal (bande dessinée)
Pour les articles homonymes, voir Criminal.
Criminal est une série de bande dessinée américaine créée par Ed Brubaker et Sean Phillips éditée chez Delcourt.
La série est une réflexion  sur les clichés de la criminalité, tout en restant réaliste et crédible.

## Publication de la série
La première série a commencé en octobre 2006 et a duré dix numéros, qui ont été publiés en 2007 aux Etats-Unis sous forme de deux éditions de poche, Lâche ! (numéros 1 à 5) et Impitoyable (numéros 6 à 10). Dans Lâche !, le pickpocket Leo Patterson est impliqué dans un braquage de fourgons blindées qui n'est pas ce qu'il semble être. Dans Impitoyable, Tracy Lawless, soldat déserteur, infiltre l'ancien gang de son frère Ricky pour découvrir qui a assassiné ce dernier. Une deuxième série a débuté en février 2008 et a duré sept numéros. Les trois premiers numéros, avec des histoires se chevauchant du point de vue de trois personnages impliqués dans le crime organisé dans les années 1970, ont été rassemblés sous le titre Morts en sursis (numéros 1-3, 2008). Les numéros 4 à 7 ont été rassemblés sous le titre Putain de nuit ! (numéros 4 à 7, 2009). Une troisième série de cinq numéros s'est déroulée en 2009-2010 et a été publiée sous le titre Pauvres Pécheurs (2010). Une quatrième série a suivi en 2011, qui s'est déroulée sur quatre numéros et a été regroupée sous le titre Le Dernier des innocents (2012 en France).  
En 2017, Ed Brubaker et Sean Phillips ont publié Mes héros ont toujours été des junkies, un livre autonome à couverture rigide. Si l'auteur précise que le volume n'est pas officiellement le tome 8 de Criminal, il met en scène un personnage mineur d'un tome précédent de la série Criminal, désormais dans un rôle central.  
En janvier 2019, Brubaker et Phillips, ainsi que Jacob Phillips comme coloriste, reviennent à Criminal avec une nouvelle série publiée par Image. L'histoire du premier numéro se déroule en 1988 et se concentre sur le personnage de Teeg Lawless. À la fin de cette histoire, Brubaker note qu'une partie de l'élan de la nouvelle série est de raconter des histoires de différentes longueurs (que cela soit des numéros uniques ou des séries) avec des sauts dans le temps. Brubaker écrit qu'il "ne veut pas que vous sachiez où vous allez. Juste que c'est probablement du mauvais côté de la ville". Douze numéros ont été publiés entre janvier 2019 et janvier 2020, et deux numéros ont été rassemblés dans un format étendu sous forme de novella (Sale Week-end) en juillet 2019. Les 10 numéros restants ont été rassemblés en 2020 dans un livre relié intitulé Cruel Summer.   

## Intrigue
Les arcs narratifs de la série sont indépendants et se concentrent sur différents personnages, mais ces personnages centraux habitent le même monde, ont grandi dans le même centre-ville fictif, fréquentent le même bar et partagent une histoire commune de deux générations de criminels. Avec son partenaire Ivan, Tommy Patterson dirige l'équipe de pickpockets la plus compétente de la ville et enseigne le métier à son fils de huit ans, Leo. Lorsque Tommy a été arrêté et emprisonné pour le meurtre de Teeg Lawless, Ivan s'est occupé de Leo et lui a expliqué comment le respect de certaines règles peut permettre à un criminel de rester "dans le monde", c'est-à-dire d'éviter la prison et la morgue. 
À peu près au même moment, les deux fils de Teeg Lawless ont été arrêtés. Alors que son frère Ricky, âgé de 15 ans, est envoyé dans un camp de travail pour mineurs, Tracy Lawless a le choix entre la prison et l'engagement dans les forces armées. Tracy s'est engagé dans l'armée américaine, abandonnant Ricky mais perfectionnant ses compétences de soldat.  

## Albums
1. Lâche !, 2007.
2. Impitoyable, 2008.
3. Morts en sursis, 2009.
4. Putain de nuit !, 2009.
5. Pauvres Pécheurs, 2010.
6. Le Dernier des innocents, 2012
7. ... Au mauvais endroit, 2018.

## Hors série
1. Mes héros ont toujours été des junkies, 2019.
2. Sale Week-end, 2020.

Les traductions sont d’Alex Nikolavitch.

## Prix et récompenses
- 2007 : Prix Eisner de la meilleure nouvelle série.
- 2012 : Prix Eisner de la meilleure mini-série pour Le Dernier des innocents